# Rue Urbain-Vitry
La rue Urbain-Vitry (en occitan : carrièra Urban Vitry) est une voie de Toulouse, chef-lieu de la région Occitanie, dans le Midi de la France.

## Situation et accès

### Description
La rue Urbain-Vitry est une voie publique. Elle se situe dans le quartier Arnaud-Bernard, dans le secteur 1 - Centre. Elle naît perpendiculairement à la rue des Lois et, dans sa première partie, longue de 65 mètres, elle est orientée au sud-ouest. Elle oblique ensuite à angle droit, au nord-ouest, pour rejoindre 97 mètres plus loin la rue Albert-Lautman.
La chaussée compte une seule voie de circulation automobile en sens unique, de la rue Albert-Lautman vers la rue des Lois. Elle est définie comme une zone de rencontre et la vitesse y est limitée à 20 km/h. Il n'existe ni bande, ni piste cyclable, quoiqu'elle soit à double-sens cyclable.

### Voies rencontrées
La rue Urbain-Vitry rencontre les voies suivantes, dans l'ordre des numéros croissants :
1. Rue des Lois
2. Rue Albert-Lautman

### Transports
La rue Urbain-Vitry n'est pas desservie directement par les transports en commun Tisséo. Elle se trouve cependant à proximité immédiate de la rue des Salenques et de la rue Antoine-Deville, parcourues par la navette Ville. Les stations de métro les plus proches sont la station Capitole, sur la ligne , et la station Compans-Caffarelli, sur la ligne .
Les stations de vélos en libre-service VélôToulouse les plus proches se trouvent dans les rues voisines : la station no 13 (1 rue de l'Esquile), la station no 30 (40 place Anatole-France) et la station no 31 (7 rue des Salenques).

## Odonymie

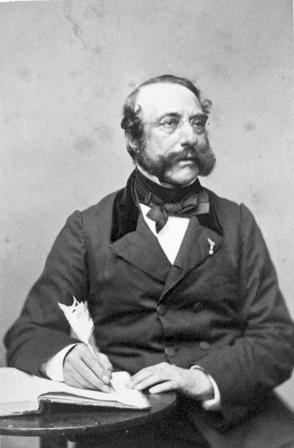
Portrait d'Urbain Vitry.

Le nom de la rue rend hommage à Urbain Vitry (1802-1863), qui succéda en 1830 à Jacques-Pascal Virebent comme architecte en chef de la ville et joua un rôle de premier plan tant dans l'aménagement de Toulouse au milieu du XIXe siècle.
Lors de son percement, en 1858, la rue Urbain-Vitry n'était qu'une voie privée en impasse, désignée comme l'impasse Hauteserre. Elle devint par la suite l'impasse du Mont-de-Piété, à cause de l'institution municipale du Mont-de-Piété (actuel Crédit municipal) qui s'était établi en 1867 au carrefour de la rue des Lois (actuel no 27-29). En 1905, la voie entra dans le domaine public et fut désignée comme le passage de l'Université, puisqu'elle aboutissait du côté nord à la rue de l'Université (actuelle rue Albert-Lautman), qui longeait les bâtiments des facultés des sciences et des lettres de l'université (actuels no 2 et 4 rue Albert-Lautman). C'est finalement en 1938 que la rue prit, par décision du conseil municipal d'Antoine Ellen-Prévot, le nom d'Urbain Vitry.

## Histoire
La rue Urbain-Vitry est percée en 1858 à l'emplacement des jardins de l'ancien couvent des Cordeliers. C'est alors une voie privée, fermée du côté de la rue de l'Université (actuelle rue Albert-Lautmann) comme de la rue des Lois. Elle est progressivement bâtie au cours du XIXe siècle (actuels no 15 à 19, 23 et 29 ; no 12 à 20) et du XXe siècle (actuels no 1 à 13, 21 et 25 à 27 ; no 6). Cette rue calme, bordée de maisons et d'immeubles, offre une vue sur le clocher de l'église des Cordeliers.

## Patrimoine et lieux d'intérêt
- no  2-4 : Crédit municipal. 
En 1867, le Mont-de-piété de Toulouse est créé à l'instigation de M. Fosse. Il succède à l'institution du Prêt gratuit, qui avait été reconnue par ordonnance en 1828. En 1868, le Mont-de-piété s'installe dans les bâtiments de l'ancienne literie militaire de la rue des Lois. Entre 1883 et 1886, un nouvel édifice est construit sur la rue Urbain-Vitry par l'architecte Louis de Mortreuil. En 1895, il est agrandi par un nouveau corps de bâtiment sur la rue des Lois sur les plans de l'architecte Joseph Thillet. En 1918, le Mont-de-piété devient le Crédit municipal de Toulouse[3]. 
L'édifice se compose de plusieurs corps de bâtiment disposés autour d'une cour centrale. Il présente sur la rue Urbain-Vitry une longue façade d'une grande simplicité. Elle s'élève sur six niveaux (un sous-sol, un rez-de-chaussée surélevé, trois étages et un niveau de comble à surcroît) et se développe sur quatorze travées, bâtie en brique claire. Le rez-de-chaussée est traité en bossage continu. Les fenêtres ont des grilles qui portent le monogramme CM. Les étages sont percés de fenêtres rectangulaires surmontées de corniches et reliées par des cordons qui passent au niveau des appuis. Les travées des deux portes sont mises en valeur par les balcons, de hauteurs décroissantes, qui ont des garde-corps en fonte aux motifs géométriques et végétaux. L'élévation est couronnée d'une corniche à modillons[5].